# Sắt(II) hydroxide
Sắt(II) hydroxide là một hợp chất vô cơ với công thức hóa học Fe(OH)2. Nó được tạo ra khi các muối sắt(II) như sắt(II) sunfat, hóa hợp với các ion hydroxide. Sắt(II) hydroxide là một chất rắn màu trắng, nhưng chỉ cần chút ít oxy sẽ tạo ra một vỏ ngoài màu xanh lá cây.  Chất rắn bị oxy hóa trong không khí này đôi khi được gọi là "rỉ sắt màu xanh lá cây".

## Điều chế và phản ứng
Sắt(II) hydroxide rất ít tan trong nước (1,43 × 10−3 g/L), hay 10−14 mol/L. Nó kết tủa khi cho muối sắt(II) hóa hợp với các hydroxide tan:
FeSO4 + 2NaOH → Fe(OH)2↓ + Na2SO4
Nếu dung dịch không được tách khỏi oxy không khí và sắt bị khử, chất kết tủa có thể thay đổi màu sắc từ màu xanh lá cây thành màu nâu đỏ phụ thuộc vào hàm lượng sắt(III). Các ion sắt(II) dễ dàng được thay thế bằng các ion sắt(III) do quá trình oxy hóa tuần tự của nó.

## Phản ứng
Trong các điều kiện khan khí, sắt(II) hydroxide có thể bị oxy hóa bởi proton của nước để hình thành magnetit (sắt(II,III) oxit) và phân tử hydro. Quá trình này được mô tả bởi phản ứng Schikorr:
3Fe(OH)2 → Fe3O4 + H2↑ + 2H2O